# Рубен Дарио
Рубе́н Дари́о (исп. Rubén Darío, настоящее имя Фе́ликс Рубе́н Гарси́а Сармье́нто, исп. Félix Rubén García Sarmiento; 18 января 1867 — 6 февраля 1916) — первый всемирно известный латиноамериканский поэт, один из ярчайших представителей модернизма в испаноязычной литературе.

## Биография

### Детство и юность
Рубен Дарио родился 18 января 1867 года в никарагуанском городе Метапа (ныне переименованном в честь поэта в Сьюдад-Дарио), он был первым ребёнком в семье коммерсанта Мануэля Гарсии и его жены Росы Сармьенто. Его родители были кузенами, поэтому смогли пожениться лишь 26 апреля 1866 года в городе Леоне, уладив проблемы с церковью, возникшие из-за близкого родства жениха и невесты. Этот брак не был счастливым, отец Рубена страдал алкоголизмом и постоянно посещал публичные дома, Роса не выдержала такого поведения супруга, и уже будучи беременной, бежала в город Метапа, где она родила своего первенца, названного Феликс Рубен. Однако вскоре супруги помирились, Роса вернулась в Леон и родила Мануэлю второго ребёнка — дочь Кандиду Росу, которая умерла через несколько дней после рождения. Брак снова начал рушиться, и Роса, оставив своего мужа, переехала жить вместе с сыном к своей тёте Бернарде Сармьенто и её мужу, полковнику Феликсу Рамиресу Мадрехилю.
Детство будущего писателя прошло в городе Леоне. Он был воспитан своими двоюродными бабушкой и дедушкой, которых он считал своими настоящими родителями. Рубен почти не общался ни со своей матерью, проживавшей со вторым мужем в Гондурасе, ни со своим отцом, которого он даже никогда не называл отцом, а только «дядя Мануэль».
О первых годах жизни писателя осталось очень мало сведений, однако достоверно известно, что после смерти его двоюродного дедушки Феликса Рамиреса в 1871 году семья оказалась в настолько тяжёлой финансовой ситуации, что двоюродная бабушка хотела отдать своего подросшего внука, в подмастерья портному. Рубен учился в нескольких школах в Леон, пока не был отправлен в 1879-80 годах на обучение в католическую школу иезуитов при церкви Реколлекции в Леоне.

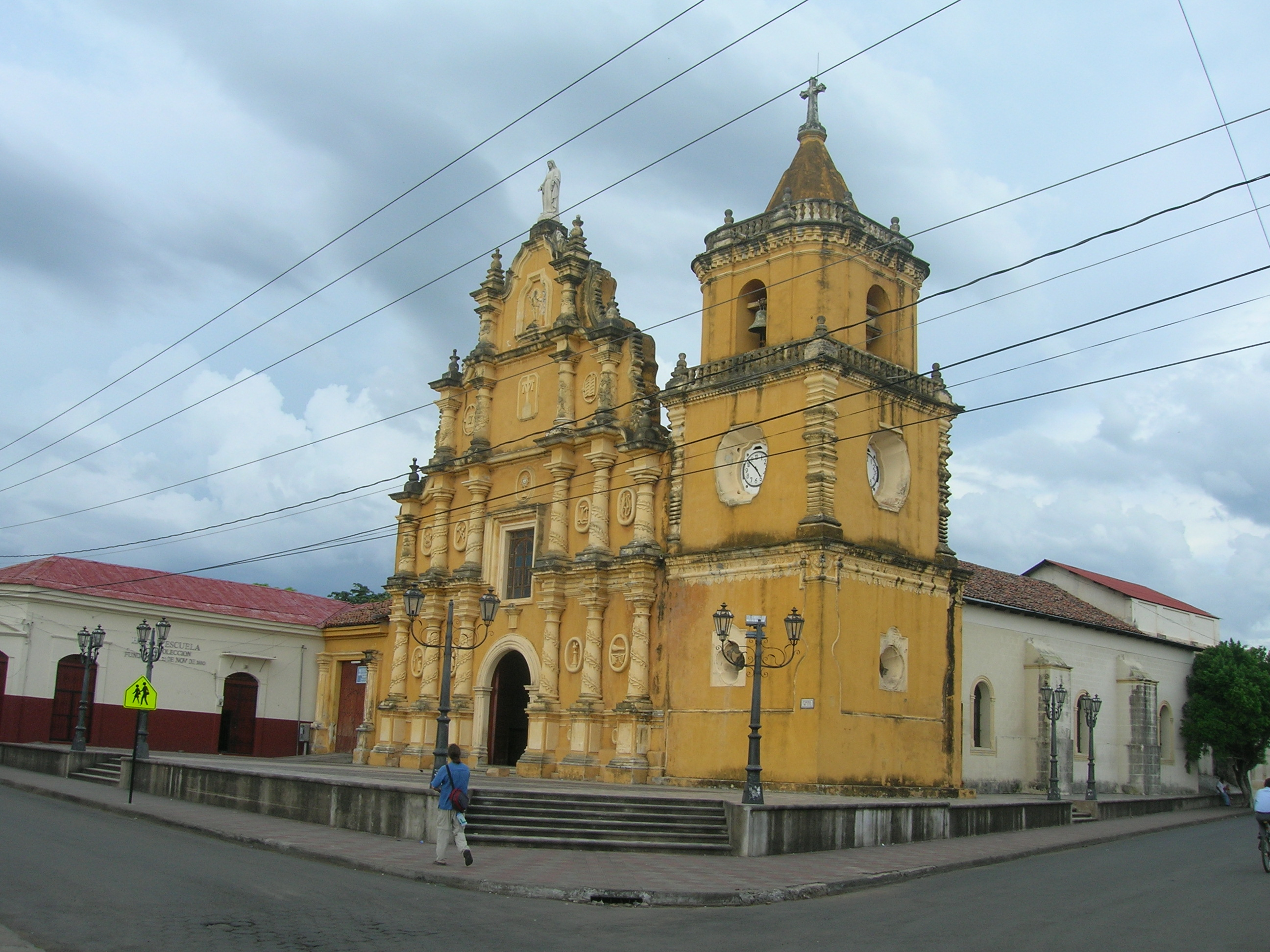
Церковь Реколлекции в городе Леоне, где прошло детство поэта

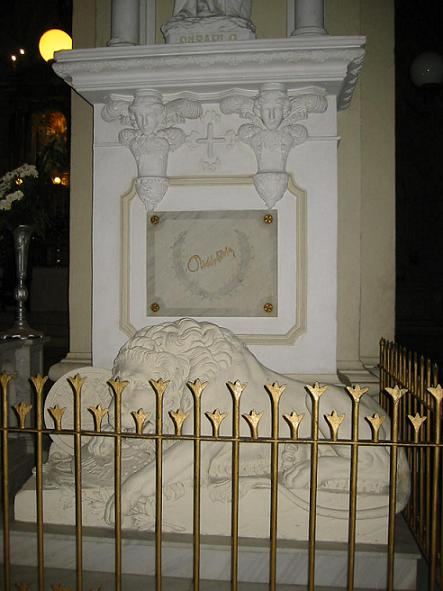
Могила Рубена Дарио в Леоне.

Рубен очень рано (по его собственным словам в три года) научился читать и уже скоро начал писать свои первые стихи: сохранился сонет, написанный им в 1879 году (в возрасте 12 лет). Этот сонет, имеющий название «Одна слеза» (исп. Una lágrima) и написанный в жанре элегии, был опубликован в ежедневной газете El Termómetro города Ривас 26 июля 1880 года. Позднее Рубен публиковался в литературном журнале Леона — «El Ensayo» и стал известен как «поэт-ребёнок». Согласно одному из биографов поэта — Теодосиу Фернадесу, наибольшее влияние при написании своих первых стихов на Рубена оказали такие испанские поэты его эпохи, как Хосе Соррилья, Рамон де Кампоамор, Гаспар Нуньес де Арсе, Вентура де ла Вега. Впоследствии он также интересовался произведениями Виктора Гюго, который имел определяющее влияние в его поэтических трудах. Также в ранних произведениях Рубена Дарио ярко выражены либеральные настроения, против чрезмерного влияния Римско-католической церкви, ярким примером служит его произведение «Иезуит» (исп. El jesuita), написанное в 1881 году. В политическом отношении, главное влияние на Рубена оказал эквадорский писатель Хуан Монтальво, которому он преднамеренно подражал в своих первых газетных статьях. Уже в 14 лет он планировал написать и опубликовать свою первую книгу, однако первая написанная им книга «Стихи и статьи в прозе» (исп. «Poesías y artículos en prosa») была издана лишь через 50 лет после его смерти. Также он обладал феноменальной памятью и способностью быстро и точно запоминать информацию, поэтому его неоднократно приглашали декламировать стихи на общественных собраниях и публичных мероприятиях.
В декабре 1881 года Рубен переехал в город Манагуа, где некоторые политики-либералы ходатайствовали о его обучении в Европе на деньги из государственной казны, считая, что со своим талантом и потенциалом Рубен Дарио этого достоин. Тем не менее, антирелигиозный тон его стихотворений не убедил в том же самом председателя Конгресса, консерватора Педро Хоакина Чаморро и Альфаро, который решил, что он будет обучаться не в Европе, а в никарагуанском городе Гранада. Несомненно, самому Рубену не хотелось уезжать из Манагуа, где он продолжил свою журналистскую карьеру, работая в ежедневных газетах «El Ferrocaril» и «El Porvenir de Nicaragua». Также в этом городе он влюбился в одиннадцатилетнюю девочку Розарию Эмелину Мурильо, на которой планировал в будущем жениться. Некоторое время спустя, изменив свои планы, Рубен в августе 1882 года из порта в провинции Коринто отплыл в Сальвадор.

### В Сальвадоре
В Сальвадоре Дарио был представлен поэту Хоакину Мендесу, президенту республики Рафаэлю Сальдивару, который взял молодого писателя под своё покровительство, и поэту Франсиско Гавидия, большому знатоку французской поэзии, под опекой которого Рубен в первый раз попытался адаптировать александрийский стих под испанское стихосложение. Использование александрийского стиха впоследствии стало отличительной чертой не только творчества Дарио, но и всей модернистской литературы в целом. Несмотря на то, что в Сальвадоре Рубен достиг неплохого успеха и принимал активное участие в общественной жизни, выступая на различных торжествах, например, он открывал торжество, приуроченное к столетию со дня рождения Симона Боливара, чтением поэмы собственного сочинения, позднее дела Дарио стали ухудшаться: он оказался в тяжёлом финансовом положении и ко всему прочему заболел оспой, из-за которой был вынужден в октябре 1883 года, ещё не выздоровев до конца, вернуться на родину.
После возвращения Дарио непродолжительный период времени жил в Леоне, затем в Гранаде, но после снова вернулся в Манагуа, где устроился работать в Государственную Библиотеку и возобновил свои отношения с Розарией Мурильо. В мае 1884 года он был приговорён к 8 дням исправительных работ за бездельничанье, однако сумел избежать исполнения приговора. В то же время Рубен продолжил экспериментировать с новыми литературно-выразительными средствами и даже закончил работу над ещё одной книгой под названием «Письма и поэмы» (исп. Epístolas y poemas). Эта вторая книга также не издавалась вплоть до 1888 года и появилась в продаже уже под названием «Первые записки» (исп. Primeras notas). Также Рубен Дарио попробовал свои силы в театральном искусстве, одна из его пьес под названием «Cada oveja…» имела большой успех у зрителей, но на сегодняшний день считается утерянной. Невзирая на это, жизнь в Манагуа стала угнетать Рубена, и по совету своих друзей 5 июня 1886 года он отплыл в Чили.

### В Чили

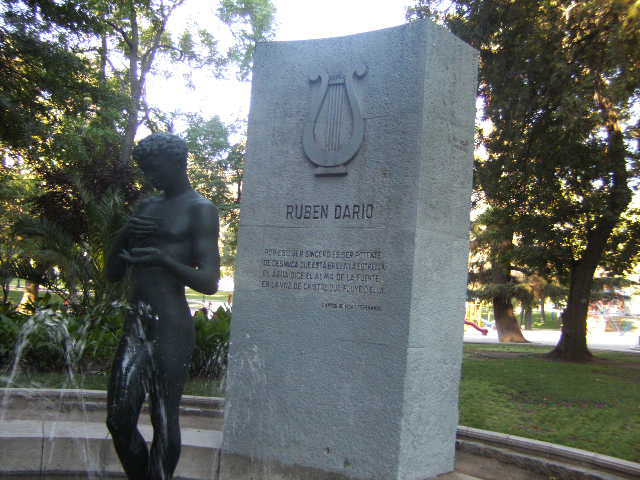
Памятник Рубена Дарио в парке Форесталь в Сантьяго

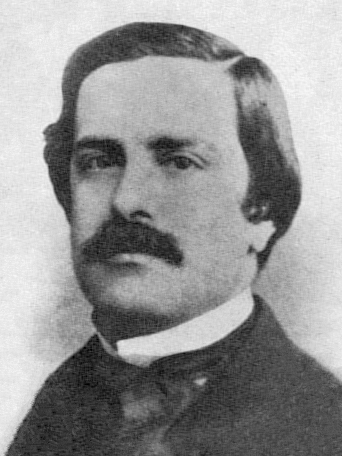
Хуан Валера

23 июня 1886 года Рубен Дарио высадился в Чили, в городе Вальпараисо. Благодаря рекомендациям, полученным в Манагуа он получил покровительство Эдуардо Пуарье и поэта Эдуардо де ла Барра. В соавторстве с Пуарье он написал сентиментальный роман «Emelina», который участвовал в литературном конкурсе, но не выиграл его. Также благодаря дружбе с Пуарье Дарио смог устроиться на работу в Сантьяго, в ежедневную газету «La Época».
В Чили Дарио жил очень трудно из-за своего неустойчивого финансового положения, кроме того, ему всё время приходилось терпеть унижения и насмешки со стороны аристократии, презиравшей его за цвет его кожи и отсутствие изысканности и утончённости в его манерах. Но, несмотря на это, ему всё же удалось установить дружеские отношения с некоторыми влиятельными людьми, например с сыном тогдашнего президента Республики, поэтом Педро Бальмаседой и поэтом Мануэлем Родригесом Мендосой. Благодаря их поддержке в марте 1887 года Дарио издал первый сборник своих стихотворений «Abrojos», который посвятил Мануэлю Родригесу. С февраля по сентябрь 1887 года Дарио жил в Вальпараисо, где принимал участие в различных литературных конкурсах. По возвращении в столицу он устроился работать в ежедневную газету «El Heraldo» с которой он сотрудничал с февраля по апрель 1888 года. В июле того же года он снова вернулся в Вальпараисо и с помощью своих друзей Эдуардо Пуарье и Эдуардо де ла Барра издал сборник произведений «Azul…». Данная книга стала ключевой в начавшейся в то время революции модернизма. Сборник «Azul…» включал серию поэм и текстов в прозе, которые уже издавались в чилийской прессе с декабря 1886 года по июнь 1888 года. Книга не имела оглушительного успеха, но была очень тепло воспринята влиятельным испанским новеллистом и литературным критиком Хуаном Валерой, который в октябре 1888 года опубликовал в ежедневной газете Мадрида «El Imparcial» два письма посвящённых Рубену Дарио, в которых, с одной стороны, он критиковал его за излишнее влияние французской литературы на данное произведение (его «мысленный галлицизм» (исп. galicismo mental, как высказался сам Валера), но с другой стороны признавал в Дарио «талантливого прозаика и поэта» (исп. un prosista y un poeta de talento). Впоследствии данные письма были опубликованы в чилийской прессе и в других странах, принесли Дарио мировую известность и окончательно превратили его в культового писателя.

### Странствия по Центральной Америке
Благодаря своей славе Дарио получил место корреспондента в ежедневной газете Буэнос-Айреса La Nacion, имевшей самый большой тираж по всей Латинской Америке. Спустя немного времени после отправки первой статьи в La Nacion, Дарио предпринял поездку в Никарагуа. После небольшой остановки в Лиме, где Дарио познакомился с писателем Рикардо Пальмой, 7 марта 1889 года он прибыл в порт Коринто. В Леоне ему был оказан очень тёплый и радушный приём, несмотря на то, что Дарио совсем ненадолго остановился в Никарагуа и почти сразу уехал в Сан-Сальвадор, где был назначен главным редактором ежедневной газеты La Union. 21 июня 1890 года Дарио сочетался гражданским браком с Рафаэлой Контерас, дочерью известного гондурасского оратора Альваро Контераса. На следующий день после свадьбы, случился государственный переворот против тогдашнего президента, генерала Франсиско Менендеса, организованный генералом Карлосом Эсетой (который присутствовал в качестве гостя на свадьбе Дарио). Несмотря на то, что новый президент хотел сделать его своим выдвиженцем, Дарио предпочёл покинуть страну. В конце июня он уехал в Гватемалу, в то время как его жена осталась в Сальвадоре. Президент Гватемалы Мануэль Лисандро Барильяс готовился к войне против Сальвадора, и Дарио опубликовал в ежедневной гватемальской газете El Imparcial статью под названием «Чёрная история» (исп. Historia negra), изобличавшую предательство Эсеты.
В декабре 1890 года Дарио пригласили быть главным редактором газеты El Correo de la Tarde. В том же году в Гватемале вышло второе издание сборника поэм Дарио «Azul...», которое было очень успешным в продаже. Второе издание было расширено по содержанию, а также дополнено прологом в виде двух писем Хуана Валеры, которые поспособствовали закреплению Дарио в литературной среде (с тех пор данные письма появляются во всех изданиях данной книги). В январе 1891 года его супруга Рафаэла Контерас переехала жить к мужу в Гватемалу, и 11 февраля супруги обвенчались в соборе Гватемалы. В июне того же года газета, которой руководил Дарио, перестала получать финансовую поддержку от государства и была вынуждена закрыться. Дарио решил попытать счастья в Коста-Рике и в августе того же года переехал в столицу данной страны, город Сан-Хосе. В Коста-Рике, где, обременённый долгами, он почти не мог общаться с семьёй, 12 ноября 1891 года родился его первый ребёнок — сын Рубен Дарио Контерас.

### Путешествия
В следующем году, оставив свою семью в Коста-Рике, Дарио уехал в Гватемалу, а затем в Никарагуа, в поисках лучшей жизни для себя и семьи. Неожиданно правительство Никарагуа назначило его членом делегации, посылаемой в Мадрид, в честь четырёхсотлетнего юбилея со дня открытия Америки, что означало для Дарио осуществление его мечты о путешествии по Европе.
До прибытия в Испанию Дарио посетил Гавану, где познакомился с поэтом Хулианом дель Касаль и другими деятелями искусства, такими как Анисето Вальдивия и Рауль Кэй. 14 августа 1892 года он высадился в Сантандере, откуда продолжил путь на поезде до Мадрида. Среди выдающихся личностей, с которыми Дарио постоянно общался в столице, были поэты Гаспар Нуньес де Арсе, Хосе Соррилья и Сальвадор Руэда, романисты Хуан Валера и Эмилия Пардо Басан, учёный Марселино Менендес-и-Пелайо, а также несколько влиятельных политиков, таких как Эмилио Кастелар и Антонио Кановас дель Кастильо. В ноябре того же года Дарио снова вернулся в Никарагуа, где получил телеграмму из Сан-Сальвадора, извещающую о болезни жены, которая умерла 2 января 1893 года.
В начале 1893 года Рубен остался жить в Манагуа, где возобновил свои отношения с Розарией Мурильо, семья которой заставила его жениться на ней. 8 апреля он уехал в Панаму, где получил известие о том, что его друг, президент Колумбии Мигель Антонио Каро, назначил его на пост почётного консула в Буэнос-Айресе. Дарио оставил жену в Панаме и предпринял путешествие в столицу Аргентины. Перед тем как прибыть в Буэнос-Айрес, Дарио ненадолго остановился в Нью-Йорке, где он познакомился с известным кубинским поэтом Хосе Марти, а также реализовал свою юношескую мечту о путешествии в Париж, он был представлен высшему богемному обществу и таким писателям, как Энрике Гомес Каррильо и Алехандро Сава. В столице Франции он также познакомился с Жаном Мореасом и с одним из своих любимых поэтов Полем Верленом (возможно, оказавшим самое большое влияние из всех французских поэтов на творчество Дарио), встреча с которым очень разочаровала Рубена. Наконец, 13 августа 1893 года он прибыл в Буэнос-Айрес, город, который произвёл на него неизгладимое впечатление. Уезжая от семьи, Дарио оставил жену беременной, и 26 декабря 1893 года она родила мальчика, крещённого как Дарио. По словам жены писателя Розарии, «его сходство с отцом было совершенно» (исп. su parecido con el padre era perfecto). Однако через 6 недель новорождённый умер от столбняка, поскольку при родах его бабушка по материнской линии перерезала пуповину ножницами, не прошедшими необходимую дезинфекцию.

## Творчество
Рубен Дарио — выдающийся мастер поэтической формы, Не только для испанской Америки, но и для Испании он стал первым представителем поэтического модернизма. Воспитанный на романтической поэзии Америки и Франции, восприняв пышность её конструктивных форм и богатство словаря, он с чрезвычайной интенсивностью впитал в себя разнообразие французской поэзии парнасцев и символистов. Его поэтическим принципом стал лозунг Верлена «музыка прежде всего». Дарио интересовали главным образом проблемы инструментовки поэтической речи, мелодики стиха, лексической изысканности и пр.
Французский модернизм, соединённый с характерным для испано-американской и испанской интеллигенции конца XIX века идеологическим кризисом и поиском социального самоопределения, направил поэта в область ирреальной тематики, мистицизма, символических образов и культа утончённых и упадочных эмоций и настроений.

## Произведения
Его значительнейшие произведения: поэмы — «Sinfonía en gris mayor», «Sonatina», «Canción de otoño» и сборники — «Azul», «Cantos de vida y esperanza» и пр.

## Влияние
Влияние Дарио в той или иной степени заметно почти на всей испано-американской поэзии его времени. Немало сподвижников и последователей нашёл он и в Испании. Среди них выделяются Хосе Асунсьон Сильва (Колумбия), Хулио Рейсиг (Уругвай), Леопольдо Лугонес (Аргентина), Амадо Нерво (Мексика), Диес Каньедо, Сальвадор Руэда, Хуан Рамон Хименес, Мачадо, Аквилео Эчеверрия (Коста-Рика) и другие.
В 1920-1930-е гг. «рубендаризм» вызвал серьёзную реакцию испанской Америки, как поэтическое явление, тормозящее развитие самобытной «креольской» поэзии и не удовлетворяющее националистически настроенную интеллигенцию.

## Память
- Национальная библиотека имени Рубена Дарио
- Национальный театр Рубена Дарио
- в ходе реконструкции в 2023—2024 гг. Национального автономного университета в городе Леон была оборудована «именная» аудитория (в январе 2024 года получившая наименование «аудитория имени Рубена Дарио»)[11]

## Издания на русском языке
- Стихи. Сост. Р. Похлёбкина; предисл. Ф. Кельина. М.: ГИХЛ, 1958.
- Лирика. Предисл. В. Столбова. М.: Художественная литература, 1967.
- Избранное. Сост., предисл. и примеч. В. Столбова. М.: Художественная литература, 1981, — 320 с., 30 000 экз.
- Стихотворения Дарио «Вариации» и «Поэма осени» перевёл на русский Геннадий Шмаков.